# 東宝フーズ
東宝フーズ株式会社（とうほうフーズ）は、かつて存在した日本の企業である。東宝の100％子会社、連結子会社であった。旧商号関東共栄興行株式会社（かんとうきょうえいこうぎょう）。かつては15館の映画館を経営した。

## 沿革
- 1966年（昭和41年）12月15日 - 「関東共栄興行株式会社」として設立[2][3]
- 2007年（平成19年）4月15日 - 長野東宝中劇を閉館、事業内容を「飲食物等の陳列販売ほか」と変更[3]
- 2007年（平成19年）9月26日 - 「東宝フーズ株式会社」と商号を変更[3]
- 2007年（平成19年）12月1日 - 「東宝関西興行株式会社」の商品事業部門を承継[3]、
- 2012年（平成24年）6月30日 - 解散[2]

## 略歴・概要
1966年（昭和41年）12月15日、東宝の封切館の経営を行う興行会社、「関東共栄興行株式会社」として設立する。
2007年（平成19年）4月15日、経営する映画館として最後に残っていた長野東宝中劇を閉館、これを受けて、事業内容を「飲食物等の陳列販売ほか」と変更する。同年9月25日、東宝は、同日開催の取締役会で、同年9月26日に「東宝フーズ株式会社」と商号を変更し、同年12月1日には、同社が「東宝関西興行株式会社」の商品事業部門を会社分割して承継することをそれぞれ決議したと発表、それぞれ同日実施された。商号変更と同時に、代表取締役を千田諭から米華克介に交代した。このときの発表は、東宝東日本興行株式会社、中部東宝株式会社、東宝関西興行株式会社、九州東宝株式会社の4社を、翌2008年（平成20年）3月1日、TOHOシネマズ株式会社に吸収合併させることの決議の発表がメインであった。
2012年（平成24年）5月24日、東宝は、同日開催の取締役会で、同社の解散を決議して同日これを発表、同年6月30日に同社は解散した。解散の理由は、業績が悪化と回復が見込めないことで、同社の解散が東宝の経営に与える影響は、軽微であるとした。解散時の代表取締役は前澤徹。

## かつて経営した映画館
- 長野東宝中劇 （長野市、1966年 - 2007年）